# Carlos Selvagem
Carlos Tavares de Andrade Afonso dos Santos (Lisboa, 13 de agosto de 1890 — Lisboa, 4 de junho de 1973), mais conhecido pelo nome literário de Carlos Selvagem, foi um militar, jornalista, escritor, autor dramático e historiador, que notabilizou pelas suas obras de trama histórico, por vezes de pendor marcadamente nacionalista. Na vertente dramática escreveu peças de grande rigor construtivo, tendo na vertente da comédia de costumes criado figuras que, pela sua crueza, provocaram estranheza junto do público mais conservador. A sua obra caracteriza-se por uma escrita marcadamente poética, de grande originalidade, onde perpassa um conteúdo ideológico e de crítica social de grande coerência.

## Biografia
Frequentou o Colégio Militar entre 1901 e 1907 onde lhe deram a alcunha (Selvagem) que mais tarde veio a incorporar no pseudónimo literário que adoptou. Formou-se em Cavalaria pela Escola do Exército e participou no Niassa e no norte de Moçambique na frente africana da Primeira Guerra Mundial. Chegou a major.
Foi grande amigo e politicamente sempre muito próximo do capitão Henrique Galvão, com quem partilhou a autoria da obra Império Ultramarino Português: Monografia do Império, Lisboa: Empresa Nacional de Publicidade, 1950-1953 (4 vols.). Henrique Galvão, apesar de ser então deputado à Assembleia Nacional, foi o seu defensor no julgamento da tentativa de golpe da Junta de Libertação Nacional (10 de Abril de 1947), também conhecida por Abrilada. Quando em Janeiro de 1961 Henrique Galvão liderou o assalto ao paquete Santa Maria, chamou-lhe Operação Dulcineia, do título de uma peça de teatro de Carlos Selvagem (Dulcinéa ou a última aventura de D. Quixote, Lisboa: Editorial Aviz, 1943).
Entre as obras de que foi autor mereceram particular destaque os contos infantis Picapau - Bonecos Falantes, a obra historiográfica e didática Portugal Militar e o romance A Espada de Fogo. As peças de teatro Entre Giestas (1915), Ninho de Águias (1920), Telmo, o Aventureiro e, sobretudo, Dulcineia ou a última aventura de D. Quixote, tiveram grande sucesso junto do público sendo consideradas entre as mais representativas da dramaturgia portuguesa do século XX. Encontra-se colaboração da sua autoria nas revistas Homens Livres (1923) e Ilustração iniciada ema 1926. Foi distinguido com o Prémio Gil Vicente.
Foi escolhido em concurso público para escrever o compêndio a utilizar nas escolas militares, tendo produzido para esse fim a obra Portugal Militar. Compêndio de História Militar e Naval de Portugal desde as Origens do Estado Portucalense até ao fim da Dinastia de Bragança, publicada em 1931, corrigida e anotada pelo autor em 1936 e reeditada em 2006. Todas as edições pela Imprensa Nacional.
O seu nome perdura na toponímia portuguesa, em nomes de arruamentos.
Foi agraciado com os seguintes graus das Ordens honoríficas portuguesas: Cavaleiro da Ordem Militar de Cristo (28 de junho de 1919), Oficial da Ordem Militar de Avis (5 de outubro de 1926), Comendador da Ordem Militar de Sant'Iago da Espada (4 de março de 1941), Comendador da Ordem Militar de Avis (4 de fevereiro de 1943) e Grande-Oficial da Ordem Militar de Avis (25 de janeiro de 1947).

## Principais obras publicadas
Para além de uma vasta obra dispersa por periódicos diversos, publicou as seguintes obras:
- Ninho de Águias, comédia dramática em 3 atos, Porto, 1920;
- Entre Giestas, drama rural em três atos, Porto, 1922;
- O Herdeiro, drama em 3 atos, Paris, 1923;
- Cavalgada nas Nuvens, drama em 1 ato, Episódio sob o reinado d’El-Rei D. Sebastião, Lisboa, 1922;
- Auspicioso Enlace, comédia em 3 actos, Paris, 1923 (em colaboração com André Brun);[6]
- Bonecos Falantes, contos para crianças, Paris, 1925;
- Miragem, peça em 4 actos, 1925;
- Ave do Paraíso, romance, Paris, 19--;
- Charleston, peça em 3 actos, 1929 (em colaboração com João Correia de Oliveira e Luís de Oliveira Guimarães.
- Tropa d'África: jornal de campanha dum voluntário do Niassa, Lisboa, 1931;
- Telmo, o Aventureiro, peça em 3 actos, 1937, Prémio Gil Vicente, do Secretariado de Propaganda Nacional (1937);
- Papagaio Real, contos para crianças, Lisboa, 1937;
- Encruzilhada, peça em 3 actos, Lisboa, 1941. Prémio Gil Vicente, do Secretariado de Propaganda Nacional (1942);
- Dulcineia ou a Última Aventura de D. Quixote, farsa heróica em 5 jornadas e prólogo, Lisboa, 1944;
- O Problema das Elites no Mundo Moderno, Lisboa, 1944;
- Balada de Outono, Peça em 1 acto, 1945;
- O Ribatejo no Mapa da Nação, Lisboa, 1945;
- Farsa do Amor (A), .comédia em 3 actos., 1951 (em colaboração com Henrique Galvão);
- Os Távoras, tragicomédia em 4 actos e 1 prólogo, Lisboa, 1961;
- A Batalha de La Lys e o Marechal Gomes da Costa, Lisboa, 1963;
- O Anjo Rebelde, peça em 3 actos, Lisboa, 1964;
- A Bela Impéria, peça em 2 actos e 5 quadros, Lisboa, 1969;
- Picapau - Bonecos Falantes, Lisboa, 2007 (ISBN 9789722204675);
- Portugal Militar. Compêndio de História Militar e Naval de Portugal desde as Origens do Estado Portucalense até ao fim da Dinastia de Bragança, Lisboa, 2006 (ISBN 9789722704427);
- A Espada de Fogo, peça em três atos, 1949, Lisboa, 1990 (edição póstuma);
- Carlos Selvagem: Teatro Completo com Peças Inéditas, Lisboa, 1997 (coletânea organizada por Duarte Ivo Cruz).